# Бійський трамвай
Бійський трамвай — трамвайна система у місті Бійськ, Алтайський край, Росія.
Трамвай в місті будувався з 1958 року і був запущений в експлуатацію 13 червня 1960.
Станом на початок 2025 року експлуатується муніципальним унітарним підприємством (МУП) «Бійський міський транспорт», яке було створено після банкрутства МУП «Трамвайне управління». Діє 12 маршрутів.
У 2004 році з'являється трамвай-кафе, особливо популярний у вечорі та вночі. У ньому знаходилися столики зі стільцями, шторки, бар, відвідувачів обслуговували офіціантки. Трамвай експлуатувався незалежною від трамвайного управління фірмою. Пропрацював трамвай-кафе до 2006 року.
Результати обстеження пасажиропотоку в листопаді 2006 року показали, що трамвай — затребуваний вид пасажирського транспорту: у будні обсяг перевезень становив 77807 пасажира, у вихідні — 52 000 чоловік.
Обсяг перевезень у 2006 році склав 21,2 мільйона пасажирів, тобто щодня трамваєм користувалися близько 30 тис. жителів Бійська (все населення міста становило близько 230 тис.).
На початку 2008 року МУП «Трамвайне управління», використовуючи свою виробничу базу, виконало комплексну модернізацію трамвайного вагона 71-605.
Наприкінці грудня 2010 року з Барнаула був привезені 2 вагони Tatra TB4D, які модернізовані в КАУ «Алтайелектротранс». Станом на 2011 рік вони працюють на лінії. У жовтні 2011 року привезли ще 2 таких вагони. Очікується подальше поповнення парку вагонами Tatra B3DM, модернізованими у ВАТ «Алтайська електротранспорт компанія».

## Рухомий склад
Рухомий склад раніше був представлений виключно вагонами виробництва Усть-Катавського вагонобудівного заводу - КТМ-5М3 (71-605), більш нової модифікації КТМ-5А, а також придбані в 1990-х роках - 71-608К і 71-608КМ (до того експлуатувалися в Барнаулі). «Трамвайне управління» складається з одного депо, з проектною місткістю 100 вагонів, інвентарна кількість 99 одиниць. У 2011 році парк поповнився 4 вагонами Tatra TB4D, до цього експлуатувалися в Німеччині. У 2012 році в Бійськ прибув трамвай Tatra B3DM, модернізований в «Алтайській електротранспортній компанії».
| Модель     | Кількість | Роки випуску |
| ---------- | --------- | ------------ |
| 71-605     | 88        | 1982-1992    |
| 71-608К    | 4         | 1993-1994    |
| 71-608КМ   | 6         | 1994-1996    |
| 71-619     | 1         | 2009         |
| Tatra TB4D | 1         | 1988         |
| Tatra TB4D | 4         | 1977-1979    |

## Маршрути
У Бійску використовується нетипова для міст Росії та СНД система нумерації маршрутів. Це пов'язано з особливостями шляхової мережі та пасажиропотоку. Маршрут позначається цифрой і (опціонально) буквою-модификатором. Цифра позначає кінцеву зупинку і шлях руху в південно-східній частині міста та на дільниці від зупинки «Маяковського» до трамвайного депо, а буква — напрямок руху в південно-західній частині міста. 
Наприклад, маршрути 1 і 4 (раніше також 2) з буквою А їдуть по вулицях Соціалістичній і Кутузова (спальні райони та садові товариства), а маршрути без букви — через промзону. Трамваї маршруту 3 (раніше також 5) із буквою А в південно-західній частині міста їдуть за годинниковою стрілкою навколо заводу «Сибприладмаш» і використовуються для доставки на цей завод у ранкові години. Трамваї маршруту 3 (раніше також 5Б) їдуть по цьому колу проти годинникової стрілки та використовуються для доставки робочих із заводу в спальні райони. Маршрути 2С, 3С, 6С (раніше також 1С, 5С, 7С) їдуть лише до Садового кільця, не заходячи в жодну з промислових зон. Винятком є маршрут 6, який прямує крізь спальні райони попри відсутність букви.
| Чинні маршрути |                               |                               |                                                               |                                                                           |
| №              | Кінцеві пункти                | Кінцеві пункти                | Маршрут                                                       | Примітки                                                                  |
| 1              | Лісозавод — Західне кільце    | Лісозавод — Західне кільце    | Гільова — Маяковського — Виставковий зал — Лісова             |                                                                           |
| 1А             | Лісозавод — Західне кільце    | Лісозавод — Західне кільце    | Гільова — Маяковського — Виставковий зал — Кутузова           |                                                                           |
| 2              | Маяковського — Західне кільце | Маяковського — Західне кільце | Виставковий зал — Лісова                                      | де-факто 1 рейс за маршрутом Депо — Маяковського щодня о 5:14             |
| 2С             | Маяковського — Садове кільце  | Маяковського — Садове кільце  | Виставковий зал — Кутузова                                    | 1 рейс із Маяковського щодня о 5:30                                       |
| 3              | Гільова — Південна            | Гільова — Південна            | Маяковського — Виставковий зал — Лісова — Південна — Кутузова | західна частина маршруту — кільцева (проти годинникової стрілки)          |
| 3А             | Гільова — Південна            | Гільова — Південна            | Маяковського — Виставковий зал — Кутузова — Південна — Лісова | західна частина маршруту — кільцева (за годинниковою стрілкою)            |
| 3С             | Гільова — Садове кільце       | Гільова — Садове кільце       | Маяковського — Виставковий зал — Кутузова                     |                                                                           |
| 4              | Гільова — Західне кільце      | Гільова — Західне кільце      | Маяковського — Виставковий зал — Лісова                       | лише 1 рейс щодня о 5:34 в напрямку Західного кільця                      |
| 4А             | Гільова — Західне кільце      | Гільова — Західне кільце      | Маяковського — Виставковий зал — Кутузова                     | лише 1 рейс щодня о 5:47 в напрямку Західного кільця                      |
| 5              | Льонокомбінат — Гільова       | Льонокомбінат — Гільова       |                                                               | до 2025 року їздив за маршрутом Льонокомбінат — Лісозавод                 |
| 6              | Маяковського — Західне кільце | Маяковського — Західне кільце | Стадіон «Прогрес» — Кутузова                                  | повноцінно відновлений після скасування маршруту № 7                      |
| 6С             | Маяковського — Садове кільце  | Маяковського — Садове кільце  | Стадіон «Прогрес» — Кутузова                                  | працює лише в напрямку Садового кільця: 1 рейс по буднях, 2 — на вихідних |

| Скасовані маршрути |                               |                               |                                                                         | |
| №                  | Кінцеві пункти                | Кінцеві пункти                | Маршрут                                                                 | Примітки |
| 1С                 | Лісозавод — Садове кільце     | Лісозавод — Садове кільце     | Гільова — Маяковського — Виставковий зал — Кутузова                     | працював після запуску «Садового кільця»                                                                    |
| 2А                 | Маяковського — Західне кільце | Маяковського — Західне кільце | Виставковий зал — Кутузова                                              | відсутній у розкладі на початок 2025 року                                                                   |
| 5А                 | Льонокомбінат — Південна      | Льонокомбінат — Південна      | Гільова — Маяковського — Виставковий зал — Кутузова — Південна — Лісова | західна частина маршруту — кільцева (за годинниковою стрілкою), відсутній у розкладі на початок 2025 року   |
| 5Б                 | Льонокомбінат — Південна      | Льонокомбінат — Південна      | Гільова — Маяковського — Виставковий зал — Лісова — Південна — Кутузова | західна частина маршруту — кільцева (проти годинникової стрілки), відсутній у розкладі на початок 2025 року |
| 5С                 | Льонокомбінат — Садове кільце | Льонокомбінат — Садове кільце | Гільова — Маяковського — Виставковий зал — Кутузова                     | працював після запуску «Садового кільця»                                                                    |
| 7                  | Лісозавод — Західне кільце    | Лісозавод — Західне кільце    | Гільова — Маяковського — Стадіон «Прогрес» — Кутузова                   | скасований із початку 2025 року                                                                             |
| 7С                 | Лісозавод — Садове кільце     | Лісозавод — Садове кільце     | Гільова — Маяковського — Стадіон «Прогрес» — Кутузова                   | відсутній у розкладі на початок 2025 року                                                                   |
| 8                  | Лісозавод — Південна          | Лісозавод — Південна          | Гільова — Маяковського — Виставковий зал — Кутузова — Південна — Лісова | західна частина маршруту — кільцева (за годинниковою стрілкою), працював до 1999 року                       |

## Оплата проїзду
| Динаміка зростання вартості проїзду в трамваях | Динаміка зростання вартості проїзду в трамваях | Динаміка зростання вартості проїзду в трамваях |
| Дата встановлення тарифу                       | Вартість разового квитка, руб.                 |                                                |
| ---------------------------------------------- | ---------------------------------------------- | ---------------------------------------------- |
| 15 жовтня 2002                                 | 4                                              |                                                |
| 16 серпня 2004                                 | 6                                              |                                                |
| 2 травня 2007                                  | 7                                              |                                                |
| 17 липня 2008                                  | 9                                              |                                                |
| 18 березня 2009                                | 10                                             |                                                |
| 1 листопада 2013                               | 12                                             |                                                |
| 1 жовтня 2015                                  | 15                                             |                                                |
| 1 липня 2016                                   | 17,50                                          |                                                |
| 1 березня 2019                                 | 20                                             |                                                |
| 1 серпня 2020                                  | 22                                             |                                                |
| 22 грудня 2021                                 | 26                                             |                                                |
| 1 січня 2023                                   | 28                                             |                                                |
| 1 травня 2024                                  | 33                                             |                                                |
| 1 червня 2025                                  | 40                                             |                                                |